# حوذان خيوسي
الحوذان الخيوسي (باللاتينية: Ranunculus chius) نوع نباتي يتبع جنس الحوذان من الفصيلة الحوذانية. سمي نسبة إلى جزيرة خيوس اليونانية.

## الموئل والانتشار
موطنه الأصلي المشرق العربي وتركيا واليونان.